# 𐞴
Cette page contient des caractères spéciaux ou non latins. S’ils s’affichent mal (▯, ?, etc.), consultez la page d’aide Unicode.
𐞴, appelée coup de glotte barré réfléchi en exposant, coup de glotte barré réfléchi supérieur ou lettre modificative coup de glotte barré réfléchi, est un symbole phonétique de certaines variantes de l’alphabet phonétique international. Il est formé de la lettre coup de glotte barré réfléchi ‹ ʢ › mise en exposant.

## Utilisation
Dans certaines transcriptions de l’alphabet phonétique international (API), ‹ 𐞴 › peut être utilisé pour indiquer l’articulation fricative épiglottale, par exemple [e𐞴 a𐞴 ə𐞴 ɑ𐞴 ɔ𐞴 o𐞴 ʊ𐞴 u𐞴] pour transcrire des voyelles épiglottalisées dans la transcription de langues khoïsan,,,,, ou [b𐞴 ɡ𐞴 m𐞴 n𐞴 ɲ𐞴 ŋ𐞴 d͡z𐞴 d͡ʒ𐞴 d͡ʑ𐞴 l𐞴 j𐞴] pour des consonnes épiglottalisées dans d’autres langues comme le baima.

## Représentations informatiques
La lettre modificative coup de glotte barré réfléchi peut être représenté avec les caractères Unicode suivants (Latin étendu – F) :
| formes       | représentations | chaînes de caractères | points de code | descriptions                                                | note                            |
| ------------ | --------------- | --------------------- | -------------- | ----------------------------------------------------------- | ------------------------------- |
| modificative | 𐞴               | 𐞴                     | U+107B4        | lettre modificative minuscule coup de glotte barré réfléchi | codé pour le symbole phonétique |